# Антенное поле
Антенное поле — компактно расположенная группа приёмных и/или передающих антенно-фидерных устройств, создаваемая в составе полевых или стационарных радиоузлов, радиостанций, а также — на крупных современных плавсредствах и летательных аппаратах.

## Суть
При наличии ограничений на размеры антенного поля, все его элементы, число которых может составлять несколько десятков, должны располагаться относительно недалеко друг от друга, но при этом их электромагнитное взаимодействие должно сводиться к минимуму, ввиду того, что оно может существенно исказить форму диаграммы направленности, вызвать помехи радиосигналам, изменить ряд основных электрических параметров и т. п.
В целях уменьшения взаимного влияния разных радиосредств в ход идут самые различные способы, например:
- подключение одной антенны к нескольким радиостанциям,
- использование антенных систем с различной поляризацией сигнала,
- разнесение несущих частот радиосвязи,
- варьирование в пространстве положения антенной диаграммы направленности,
- и др.